# 哈靈頓夾克

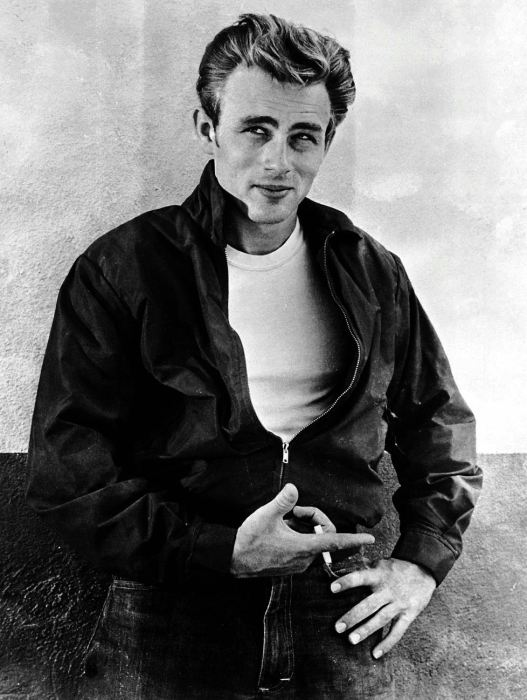
電影《養子不教誰之過》中的詹姆斯·狄恩穿著哈林頓夾克

哈靈頓夾克（Harrington jacket），是一種輕量及短身的夾克，衣服的內部通常會用上蘇格蘭花呢格紋或是格子紋。第一件哈靈頓夾克是由英國衣服品牌Baracuta在1930年代生產的。自1937年以來Baracuta不斷地繼續生產哈靈頓夾克，其他品牌也相繼地推出類似的夾克，包括弗雷德·佩里、Ben Sherman、Merc、Warrior Clothing等等。